# Bannidinni, Bagalkot
Bannidinni là một làng thuộc tehsil Bagalkot, huyện Bagalkot, bang Karnataka, Ấn Độ.